# El abrazo de la serpiente
El abrazo de la serpiente és una pel·lícula coproducció de Colòmbia, Veneçuela i l'Argentina de drama i aventura de l'any 2015, dirigida per Ciro Guerra. La pel·lícula va guanyar el Premi Art Cinema en la secció Quinzena de Realitzadors del 68è Festival Internacional de Cinema de Canes i va ser nominada a millor pel·lícula de parla no anglesa en la edició 88 dels Premis Óscar.

## Sinopsi
La pel·lícula narra dues històries que tenen lloc en 1909 i 1940 durant la Febre del Cautxú, ambdues són protagonitzades per Karamakate, un xaman amazònic i últim supervivent de la seva tribu, i el seu viatge amb dos científics, l'alemany Theodor Koch-Grünberg i l'estatunidenc Richard Evans Schultes,a la recerca del yakruna, una misteriosa planta sagrada.
En la trama de 1909, Theo és un etnògraf de la Universitat de Tubinga que ha viscut a l'Amazonia durants anys i ara es troba greument malalt; amb ell viatja el seu company Manduca, un antic esclau de les expedicions cautxeres peruanes. Tots dos homes visiten a Karamakate amb l'esperança que aquest pugui ajudar a curar Theo. Karamakate inicialment es nega a ajudar el científic perquè desconfia de la gent blanca, però finalment accedeix a ajudar-lo aplicant-li una cura temporal per les fosses nasals anomenada "semen de sol" i marxa amb tots dos en canoa a fi de trobar l'única cura possible per a la seva malaltia, la planta sagrada yakruna.
El 1940 un botànic estatunidenc, Evan, es troba amb un envellit Karamakate, que ha començat a oblidar la saviesa del seu poble. Evan tracta de seguir els passos de Theo a la recerca de la planta i decideix endinsar-se en la selva a la recerca de la yakruna. A fi d'aconseguir la seva ajuda el botànic li diu a Karamakate que ho fa amb finalitats acadèmiques, perquè ha dedicat la seva vida a les plantes i que té esperances que la yakruna pugui ajudar-lo a somiar. Tanmateix això és una mentida, el veritable propòsit d'Evan és aconseguir un proveïment estable de cautxú per a l'exèrcit estatunidenc els subministraments del qual han estat reduïts per causa de la Segona Guerra Mundial.
Totes dues expedicions arriben al petit assentament de La Chorrera, una missió de caràcter religiós. En 1909 l'assentament és dirigit per un frare caputxí espanyol, qui ha quedat com l'únic adult de la localitat després de la desaparició dels seus dos companys en la selva. El religiós dedica els seus dies a reunir orfes de les cautxeres a fi de prevenir que siguin esclavitzats per les plantacions i per a "salvar les seves ànimes", la qual cosa ell entén com un procés forçat d'occidentalització. Karamakate intenta ensenyar-li als orfes els sabers de la seva gent però això només desperta la ira i els càstigs del religiós que veu allò com a pràctiques paganes. Manduca ataca al religiós en defensa dels nens i el derroca, el trio decideix que ara que han iniciat una baralla no poden quedar-se més en el llogaret.
En 1940 el mateix assentament ha degenerat en un estrany culte de personalitat entorn d'un delirant home brasiler que s'ha autoproclamat messies i dirigeix als orfes, ara adults, en estranyes cerimònies religioses que inclouen la crucifixió. Les persones de l'assentament desconfien de Evan i Karamakate, els qui només aconsegueixen passar pel poble després si es fes passar pels reis mags Baltasar i Melcior.
En 1909 el trio arriba a un lloc fronterer on viuen els últims membres del poble de Karamakate: aquests han caigut en l'alcoholisme i han oblidat les seves tradicions, i com a resultat han començat a conrear la yakruna, la qual ha de créixer salvatge d'acord amb els costums, per a usar-la com una simple droga recreativa. Furiós, Karamakate cala foc als cultius mentre un grup de soldats colombians comencen a prendre's el llogaret.
En 1940, Karamakate i Evan arriben als Turons de Mavecure, on es troba l'última planta de yakruna; aquí el botànic li confessa al seu company la veritat sobre la seva expedició. Decebut, Karamakate li diu que no pot emportar-se la planta i que ha de consumir-la, Evan accedeix. La pel·lícula acaba amb visions acolorides induïdes per la yakruna.
Segons es publica a l'Amazònia perduda, Richard Evans Schultes va passar dotze anys a l'Amazònia colombiana, entre 1941 i 1952.

## Repartiment
- Nilbio Torres com el jove Karamakate.
- Antonio Bolívar com el vell Karamakate.
- Jan Bijvoet com Theodor von Martius.
- Brionne Davis com Evan.
- Luigi Sciamanna com Gaspar.
- Yauenkü Migue com Manduca.
- Nicolás Cancino com Anizetto.

## Recepció
La pel·lícula ha rebut elogis per part de la crítica colombiana i de la resta del món. La qualificació del lloc Rotten Tomatoes li dona un índex d'aprovació del 96%. La pel·lícula a nivell mundial ha obtingut "l'aclamació universal".
Jessica Kiang de Indieware va qualificar a la pel·lícula com de classe A, nomenant-la «un descobriment commovedor, estrany i impressionant». També descriu el caràcter de Karamakate com «un immaculat retrat d'inescrutable solitud i supervivent de la devastadora culpa que ve a ser l'últim del seu poble». Jordan Mintzer de The Hollywood Reporter va descriure la pel·lícula com a «visual i captivadora exploració d'home, la naturalesa i els poders destructius de colonialisme» i la va comparar amb Tabú de Miguel Gomes. També va lloar la fotografia a blanc i negre i el disseny de so en expressar: «aconsegueix que la jungla realment cobri vida». Justin Chang de Variety va donar una crítica positiva de la pel·lícula. Ell va escriure: "gegantesca i poètica, i no sols un estudi etnogràfic, sinó també un acte sorprenent de testimoniatge cinematogràfic ...". Sobre la narració en paral·lel, va escriure que "ofereix una crítica bastant completa de la destrucció de les cultures indígenes a les mans dels invasors blancs". Vídeo-assagista: kogonada va votar a favor de la pel·lícula en l'enquesta de la revista Sight & Sound a la millor pel·lícula de 2015, afirmant que l'"El abrazo de la serpiente és una gesta fascinant del cinema. Guerra em tenia atrapat en la pantalla".

## Dates d'estrena
| Dates d'estrena(Font: IMDb) |                |      |
| País                        | Data           | Any  |
| Colòmbia                    | 15 de maig     | 2015 |
| Hongria                     | 24 de setembre | 2015 |
| Polònia                     | 13 de novembre | 2015 |
| França                      | 23 de desembre | 2015 |
| Mèxic                       | 12 de febrer   | 2016 |
| Estats Units                | 17 de febrer   | 2016 |
| Argentina                   | 18 de febrer   | 2016 |
| Brasil                      | 18 de febrer   | 2016 |
| Espanya                     | 18 de febrer   | 2016 |
| Uruguai                     | 18 de febrer   | 2016 |
| Alemanya                    | 10 de març     | 2016 |
| Països Baixos               | 31 de març     | 2016 |

## Premis
La pel·lícula va ser projectada en la secció de la Quinzena dels Realitzadors al 68è Festival Internacional de Cinema de Canes on va guanyar el Premi al Cinema Art. Va guanyar el Golden Apricot a millor pel·lícula al Festival Internacional de Cinema d'Erevan (2015), a Armènia en la categoria de Millor Pel·lícula; el Premi Especial del Jurat en el Festival de Cinema d'Odessa, i el premi a la Millor Pel·lícula al Festival de Cinema de Lima, on també va rebre un premi especial del Jurat de crítica cinematogràfica. Ha estat nominada per als Premis Oscar en la categoria millor pel·lícula de parla no anglesa, i és la primera obra cinematogràfica colombiana a ser nominada en els Premis de l'Acadèmia.
| Premio / Cerimònia                                     | Categoria                                                 | Receptor                          | Resultat   |
| ------------------------------------------------------ | --------------------------------------------------------- | --------------------------------- | ---------- |
| Premis Oscar de 2015                                   | Millor pel·lícula de parla no anglesa                     | Ciro Guerra                       | Nominada   |
| Festival de Canes 2015                                 | Premi Art Cinema                                          | Ciro Guerra                       | Guanyadora |
| Independent Spirit Awards 2015                         | Millor Pel·lícula Internacional                           | Ciro Guerra                       | Nominada   |
| XXI Premis Cinematogràfics José María Forqué           | Millor Pel·lícula Llatinoamericana                        | Ciro Guerra                       | Nominada   |
| Festival Internacional de Cinema d'Erevan 2015         | Albercoc d'or a la Millor Pel·lícula                      | Ciro Guerra                       | Guanyadora |
| Festival de Cinema d'Odessa 2015                       | Golden Duke                                               | Ciro Guerra                       | Nominada   |
| Festival de Cinema d'Odessa 2015                       | Premi especial del jurat                                  | Ciro Guerra                       | Guanyadora |
| Festival de Cinema de Múnic 2015                       | Millor pel·lícula Internacional                           | Ciro Guerra                       | Guanyadora |
| Festival de Cinema de Lima 2015                        | Millor Pel·lícula                                         | Ciro Guerra                       | Guanyadora |
| Festival de Cinema de Lima 2015                        | Esment especial del jurat                                 | Ciro Guerra                       | Guanyadora |
| Festival Internacional de Cinema de Sant Sebastià 2015 | Millor Pel·lícula Llatinoamericana                        | Ciro Guerra                       | Nominada   |
| Festival de Cinema Internacional Pacific Meridian 2015 | Premi especial del jurat                                  | Ciro Guerra                       | Guanyadora |
| Festival de Cinema Internacional de Hamptons 2015      | Estrella de mar d'or per millor narratiu - Esment d'Honor | Ciro Guerra                       | Guanyadora |
| Festival de Cinema de Milwaukee 2015                   | Millor Pel·lícula                                         | Ciro Guerra                       | Nominada   |
| Festival Internacional de Cinema de Mar del Plata 2015 | Golden Astor per la Millor Pel·lícula                     | Ciro Guerra                       | Guanyadora |
| Premis Fènix 2015                                      | Millor Llargmetratge de Ficció                            | Ciro Guerra                       | Nominada   |
| Premis Fènix 2015                                      | Millor Direcció                                           | Ciro Guerra                       | Guanyadora |
| Premis Fènix 2015                                      | Millor Fotografia                                         | David Gallego                     | Guanyadora |
| Premis Fènix 2015                                      | Millor Disseny d'Art                                      | Angèlica Perea                    | Guanyadora |
| Premis Fènix 2015                                      | Millor Disseny de Vestuari                                | Catherine Rodríguez               | Nominada   |
| Premis Fènix 2015                                      | Millor Música                                             | Nascuy Linares                    | Guanyadora |
| Premis Fènix 2015                                      | Millor Disseny de So                                      | Carlos García                     | Guanyadora |
| Festival de Cinema Internacional de l'Índia 2015       | Paó d'or a la Millor Pel·lícula                           | Ciro Guerra                       | Guanyadora |
| Festival de Cinema Internacional de Costa Rica 2015    | Millor Pel·lícula Internacional                           | Ciro Guerra                       | Guanyadora |
| Premi Ariel                                            | Millor Pel·lícula Iberoamericana                          | Ciro Guerra                       | Guanyadora |
| Festival de Cinema de Sundance 2016                    | Premi de Cinema Alfred P. Sloan                           | Ciro Guerra                       | Ganadora   |
| Festival Internacional de Cinema de Rotterdam 2016     | Premi Hubert Bals Fund Dioraphte                          | Ciro Guerra                       | Guanyadora |
| Premis Platino de 2016                                 | Millor pel·lícula iberoamericana de Ficció                | Ciro Guerra                       | Guanyadora |
| Premis Platino de 2016                                 | Millor Direcció                                           | Ciro Guerra                       | Guanyadora |
| Premis Platino de 2016                                 | Millor Guió                                               | Ciro Guerra                       | Nominada   |
| Premis Platino de 2016                                 | Millor Direcció de Muntatge                               | Etienne Boussac, Cristina Gallego | Guanyadora |
| Premis Platino de 2016                                 | Millor Direcció d'Art                                     | Angèlica Perea                    | Guanyadora |
| Premis Platino de 2016                                 | Millor Música Original                                    | Nascuy Linares                    | Guanyadora |
| Premis Platino de 2016                                 | Millor Direcció de Fotografia                             | David Gallego                     | Guanyadora |
| Premis Platino de 2016                                 | Millor Direcció de So                                     | Carlos García, Marc Salavería     | Guanyadora |
| Premis Macondo                                         | Millor muntatge                                           | Etienne Boussac                   | Guanyadora |
| Premis Macondo                                         | Millor disseny sonor                                      | Marco Salaverria i Carlos García  | Guanyadora |
| Premis Macondo                                         | Millor música original                                    | Nascuy Linares                    | Guanyadora |
| Premis Macondo                                         | Millor direcció d'art                                     | Angélica Perea                    | Guanyadora |
| Premis Macondo                                         | Millor direcció de fotografia                             | David Gallego                     | Guanyadora |
| Premis Macondo                                         | Millor guió                                               | Ciro Guerra i Jacques Toulemonde  | Guanyadora |
| Premis Macondo                                         | Millor pel·lícula                                         | Ciro Guerra                       | Guanyadora |